# Tunafors SK
Tunafors Sportklubb är en idrottsförening från Eskilstuna, Södermanlands län, grundad 20 oktober 1906 i stadsdelen Tunafors. Tunafors är en av stadens mest anrika idrottsföreningar med sektioner i längdskidor och utförsåkning. Klubben hade tidigare en fotbollssektion som bland annat fostrade den senare världskände anfallsspelaren Kennet Andersson. Tunafors SK hade också en gymnastiksektion som den svenska toppgymnasten på 1950-talet Gunilla Larsson, gift Tunborg, tävlade för. Damsektionen i fotboll går i dag under namnet Eskilstuna United DFF. Klubben har dessutom vunnit många SM-guld i vattenpolo. Tidigare drev klubben en simsektion som år 2011 slogs ihop med Eskilstuna SS och resulterade i klubben Eskilstuna Simklubb.
Även som egen förening har klubbens damfotbollslag spelat i Sveriges näst högsta division, vilket skedde fem gånger mellan 1994 och 2002.

### Fotnoter
1. ↑  ”Om oss - Eskilstuna Simklubb”. www1.idrottonline.se/EskilstunaSK-Simidrott/. http://www1.idrottonline.se/EskilstunaSK-Simidrott/Klubben/Klubbinfo/Omoss/. Läst 14 december 2015.
2. ↑  Jimmy Lindahl (27 februari 2004). ”Maratontabell för damernas division I 1988-2003”. Bolletinen. http://www.bolletinen.se/sfs/pdf/stat_d_maraton_1988_2003_maratontab_f_damernas_div1.pdf. Läst 13 oktober 2013.